# Nigeria, We Hail Thee
Nigeria, We Hail Thee là quốc ca của Nigeria. Ra đời năm 1959, phần lời được viết bởi Lillian Jean Williams và phần nhạc do Frances Benda sáng tác. Bài hát được sử dụng lần đầu tiên vào dịp Nigeria giành độc lập năm 1960, nhưng sau đó bị chính quyền quân sự phản đối cho đến khi nó bị thay thế bởi "Arise, O Compatriots" vào năm 1978. "Nigeria, We Hail Thee" chính thức được tái sử dụng làm quốc ca kể từ ngày 29 tháng 5 năm 2024.

## Lịch sử
Nigeria, We Hail Thee được chọn là quốc ca của Nigeria lần đầu tiên vào ngày 1 tháng 10 năm 1960.
Một cuộc thi đã được tổ chức để lựa chọn phần nhạc và ca từ của quốc ca. Lời ca đoạt giải được sáng tác bởi Lillian Jean Williams, một phụ nữ Anh đang sinh sống tại Nigeria khi quốc gia này giành độc lập. Williams làm việc cho Bộ Lao động và Phúc lợi Liên bang và đã quyên góp toàn bộ tiền thưởng cho Hội Chữ thập đỏ Nigeria.
Phần nhạc của Nigeria, We Hail Thee do Frances Benda sáng tác. Năm 2024, Tolu Ogunlesi xác định rằng "Frances Benda" là bút danh của bà Charles Kernot, một giáo viên dạy nhạc tư và nghệ sĩ dương cầm chuyên nghiệp tại Trường Múa cổ điển Carol Hill ở Luân Đôn. Bản nhạc của bà được chọn bởi hội đồng giám khảo gồm Giáo sư Fela Sowande, O. Omideyi, Thomas King Ekundayo Phillips, Wilberforce Echezona, M.C. Majekodunmi và H. Lawson.
Bài hát được sử dụng làm quốc ca cho đến khi bị thay thế bởi Arise, O Compatriots vào năm 1978.
Ngày 23 tháng 5 năm 2024, Quốc hội Nigeria đã thông qua dự luật bãi bỏ Arise, O Compatriots và tái công nhận Nigeria, We Hail Thee. Dự luật này được Tổng thống Bola Tinubu ký thành luật vào ngày 29 tháng 5 năm 2024. Mohammed Tahir Monguno, chủ nhiệm ủy ban quốc hội thúc đẩy việc tái công nhận, cho biết sự thay đổi này là "xác đáng, kịp thời và quan trọng", trong khi Tổng thống Tinubu khẳng định bài quốc ca thể hiện sự đa dạng của Nigeria.

## Lời bài hát
| Bản gốc tiếng Anh | Bản dịch tiếng Yoruba | Bản dịch tiếng Igbo | Bản dịch tiếng Hausa |
| --- | --- | --- | --- |
| I Nigeria, we hail thee, Our own dear native land, Though tribe and tongue may differ, In brotherhood we stand Nigerians all, And proud to serve our sovereign Motherland. II Our flag shall be a symbol That truth and justice reign, In peace or battle honoured, And this we count as gain, To hand on to our children A banner without stain. III O God of all creation, Grant this our one request: Help us to build a nation Where no man is oppressed, And so with peace and plenty Nigeria may be blessed. | I Nàìjíríà a kí ọ, Ilẹ̀ ìbí wa ọ̀wọ́n, Ẹyà àti èdè le yàtọ̀, A dúró ní 'ṣọ̀kan, Gbogbo wa la ó fayọ̀ sin, Ilẹ̀ 'bí wa ọ̀wọ́n. II Àsìá wa yóò j'ámì, Pé òtító àti ìse dédé ló ń jọba Nígbà àlàáfíà, Tàbi ogun, èyí yóò j'ẹ́rè wa, Láti fi lé ọmọ lọ́wọ́, Àsìá 'làìlábàwọ́n. III Ọlọ́run gbogbo ẹ̀dá, Gbọ́ àdúrà wa yìí, Jẹ̀ ká ní orílẹ̀-èdè, Níbi ìrẹ́jẹ kòsí, K'àlàfíà àti ọ̀pọ̀, Jẹ́' 'bùkún Nàìjíríà. | I Nigeria, anyi ekene gi, Ala nna anyị nke ọma, Ọ bụ ezie na ebo na asụsụ nwere ike ịdị iche. Na òtù ụmụnna anyị na-eguzo Ndi Naijiria nile, Obi dị anyị ụtọ ijere ala nna anyị ozi. II Ọkọlọtọ anyị ga-abụ akara Na eziokwu na ikpe ziri ezi na-achị, N'udo ma ọ bụ agha a na-asọpụrụ, Na nke a anyị na-agụ dị ka uru, Iji nyefee ụmụ anyị Ọkọlọtọ na-enweghị ntụpọ. III Chineke nke ihe nile, Nye nke a otu arịrịọ anyị: Nyere anyi aka wuo mba Ebe a na-emegbu mmadụ, Ya mere, udo na ụbara Nigeria nwere ike gọzie. | I Nigeria muna jinjina muku Namu masoyi ƙasar haihuwa Ko da yake kabilanci da harshe na iya bambanta A cikin 'yan uwantaka mun tsaya 'Yan Najeriya duka, suna alfahari da yin hidima. Mahaifiyar mu mai martaba. II Tutar mu za ta zama alama Wannan gaskiya da adalci suna mulki A cikin aminci ko yaƙi girmama', Kuma wannan muna ƙidaya a matsayin riba, Don mika wa yaranmu Banner ba tare da tabo ba. III Ya Ubangijin dukkan halitta Ka ba da wannan buƙatunmu ɗaya. A taimake mu mu gina kasa Inda ba a zaluntar mutum ba Haka kuma da zaman lafiya da yalwa Najeriya na iya samun albarka. |

Lời tuyên thệ trung thành của Nigeria được đọc ngay sau khi quốc ca vang lên. Văn bản này do Felicia Adebola Adeyoyin sáng tác năm 1976.
| Bản gốc tiếng Anh | Bản dịch tiếng Hausa | Bản dịch tiếng Yoruba | Bản dịch tiếng Tyap |
| --- | --- | --- | --- |
| I pledge to Nigeria, my country To be faithful, loyal and honest To serve Nigeria with all my strength To defend her unity and uphold her honour and glory So help me, God. | Na yi wa Najeriya ƙasata alƙawarin Zan zama mai imani, mai biyayya da gaskiya Zan yiwa Najeriya hidima da dukkan ƙarfina Don kare hadin kanta da kuma kare mutuncinta da daukakarta Ya Allah ka taimake ni. | Mo ṣeleri fun Nàìjíríà orilẹ-ede mi Lati jẹ ol loyaltọ aduroṣinṣin ati otitọ Lati fi gbogbo ipa sin Nigeria Lati daabobo isokan rẹ Ki o si gbe iyi ati ogo rẹ ga Nitorina ran mi lọwọ Ọlọrun. | N da̱p a̱nu ma̱ng Naijeriya, a̱byin nung ka. N nyia̱ a̱cucuk, n nwuak a̱pyia̱ nung, n nyia̱ tsotswat. N nyia̱ Naijeriya ta̱m ma̱ng a̱lyia̱ a̱nyiung. N cok mun a̱pyia̱ nji hu. A̱wot, n di̱n a̱ma shi nji hu ma̱ng yet nji hu, Mat a̱nia, A̱gwaza beang nung. |